# 汪興祖
汪 興祖（おう こうそ、? - 1371年）は、元末明初の軍人。本貫は無為州巣県。朱元璋に仕えて、明建国の功臣となった。養父の張徳勝も朱元璋に仕えて、彼の勢力拡大に貢献した。

## 生涯
| 姓名         | 汪興祖 |
| 時代         | 元代 - 明代 |
| 生没年       | 生年不詳 - 1371年（洪武4年）                                                                                        |
| 字・別名     | 張興祖（別名） |
| 本貫・出身地 | 無為州巣県 |
| 職官         | 湖広行省参政→大都督府僉事→同知大都督府事 →大都督府副使→都督兼右率府使→宣武衛指揮同知 →大同都督同知→山西行都督府僉事 |
| 爵位         | 東勝侯（明） |
| 諡号         | - |
| 陣営・所属   | 朱元璋 |
| 家族・一族   | 父:張徳勝（養父）、弟:張宣（義弟）、子:汪某（名前不詳）                                                             |

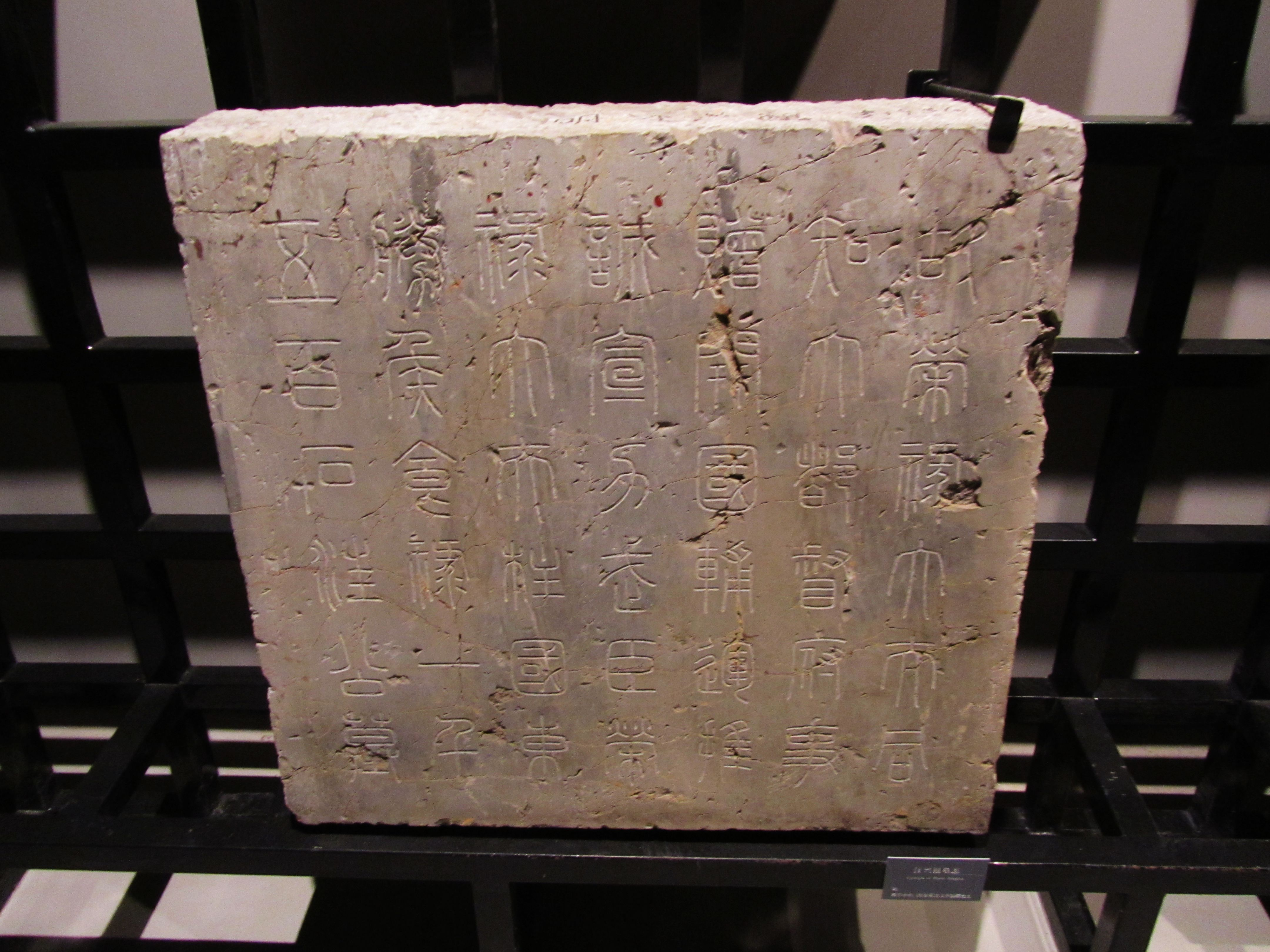
汪興祖の墓誌銘（南京市博物館蔵）

元の姓は汪であるが、張徳勝の養子となり、張興祖と名乗っていた。養父の張徳勝は、兪通海らと巣湖に割拠していた。
至正15年（1355年）5月、張徳勝は、兪通海らと共に朱元璋に帰順した。以後、張徳勝は朱元璋軍の戦力として大いに働いた。
至正20年（1360年）5月、采石での戦いで張徳勝が亡くなった。子の張宣は幼く、養子の張興祖がその職を継いだ。
至正21年（1361年）8月、安慶・江州・蘄州・黄州を攻略した。南昌を攻略した。
至正23年（1363年）3月、安豊救援に参加し、張士誠軍を破った。7月、鄱陽湖の戦いに参加し、6艘のうちの1艘に乗り、敵軍深く侵入して、陳友諒軍の士気を低下させた。涇江口で伏兵として、陳友諒軍と戦った。功績は最も大きく、湖広行省参政に抜擢された。
至正24年（1364年）2月に武昌を攻略した。4月、兪通海と共に劉家港を奪い、通州を攻めた。張士誠の院判朱瓊・元帥陳勝等百余人を捕らえた。7月に廬州を攻略した。各地を攻略し、通州に至った後、帰還した。大都督府僉事に進んだ。
至正25年（1365年）10月、徐達に従って淮東を攻めた。
至正26年（1366年）3月、淮東・浙西を攻略した。同知大都督府事に進んだ。
至正27年（1367年）10月、北伐に参加し、徐州を経由して、沂州・青州を攻略した。12月、東平を攻略し、元の平章馬徳は城を棄てて敗走した。勝ちに乗じて、指揮常守道・千戸許乗を派遣して、東阿へ進ませた。元の参政陳璧のほか、5万余人が降伏した。孔子の56世の孫で衍聖公の孔希学が曲阜知県の孔希挙や鄒県主簿孟思諒らを率いて軍門に下ったため、興祖はかれらを礼遇した。兗東の州県はこの話を聞いて、次々と降伏した。済寧へ進み、守将の陳乗はすぐに城を棄て、甲子へ敗走した。済南を攻略した。
洪武元年（1368年）、都督兼右率府使となり、2月に楽安・汴梁を攻略した。4月に河南・洛陽を攻略した。済寧へ帰還し、これを守った。7月、徐達の召集に応じ、東昌で諸軍と合流した。徐達に従い、徳州へ向かった。常遇春と共に水軍を率いて大運河を進み、8月に元の首都の大都を攻略した。永平を攻略した。
洪武2年（1369年）1月、常遇春に従い、西進して大同へ至った。守将の竹貞は城を棄て、元軍を破り、数多くの兵を討ち取り、捕虜にして大同を攻略した。張徳勝の実子の張宣が成長したため、張興祖は宣武衛指揮同知となり、姓を汪に復した。大同都督同知となり、大同を守った。
洪武3年（1370年）2月、武州・朔州を攻略し、元の知院馬広等を捕らえた。兵を率いて大同の北口に至り、元軍に大勝した。ココ・テムルの弟の金剛奴等4百余を捕らえた。ほどなく晋王朱棡の武傅をつとめるよう命じられ、山西行都督府僉事を兼ねた。
洪武4年（1371年）1月、征虜前将軍傅友徳と共に夏討伐に参加した。4月、階州・文州を攻略し、勝ちに乗じて五里関へ至った。五里関の戦いの最中、馬を躍らせて、攻めかかったが、飛石に当たって亡くなった。夏平定後、汪興祖の子に賞が贈られ、東勝侯と追封された。
子の汪幼は張宣と同居していたが、病没して爵位を剥奪された。